# Karlík, zlatá rybka
Karlík, zlatá rybka je animovaný třináctidílný večerníček Jana Baleje z roku 2010.
Vypráví o dvou žabácích (Siňór a Amigo), kteří bydlí u rybníka Bahňák nedaleko Sedlčan. Blízko nich žije zlatá rybka Karlík, která plní jejich přání.
Všechny postavy namluvil a úvodní píseň nazpíval Vladimír Javorský.
Díl Divoká dovolená se promítal 1. května 2010 na festivalu animovaných filmů v Třeboni a 1. června 2010 na Mezinárodním festivalu filmů pro děti a mládež ve Zlíně.